# Eugraphe xizangensis
Eugraphe xizangensis là một loài bướm đêm trong họ Noctuidae.